# 2014年冬季残疾人奥林匹克运动会美国代表团
2014年冬季残疾人奥林匹克运动会美国代表团是美国派出的2014年冬季残疾人奥林匹克运动会代表团。获得2枚金牌、7枚银牌和9枚铜牌。